# Velika Nedelja
46°25′25.81″N 16°6′57.54″E / 46.4238361, 16.1159833

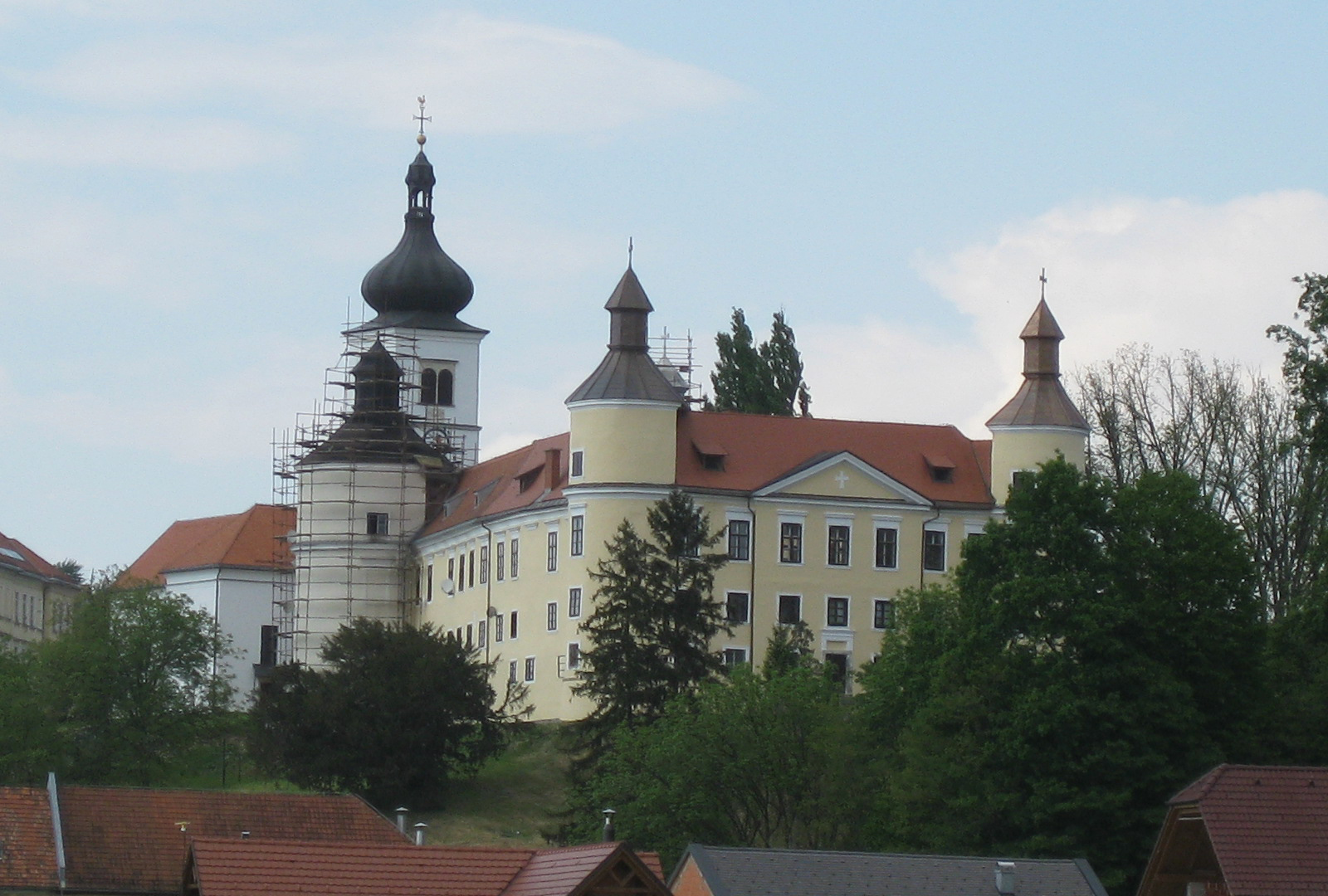
Velika Nedelja.

Velika Nedelja es un pueblo en el noreste de Eslovenia que pertenece al municipio de Ormož.
Está ubicado al pie de Slovenske gorice en el paso a la parte oeste del Ptujsko polje, al lado de la carretera y el ferrocarril Ptuj- Ormož. Su parte más alta es la colina vinícola Kogel.

## Historia

### Historia temprana
Por su posición ventajosa, por la navegabilidad por el río cercano Drava y por la fertilidad de Ptujsko polje, el área de Velika Nedelja ha sido habitada ya desde la Edad de Piedra, lo que está comprobado por varios hallazgos arqueológicos. En la época de los Romanos fue construida la carretera romana nacional Poetovio-Savaria en la parte meridional del pueblo, cual era la conexión entre Poetovio y el resto de provincia Panonia. Muy pronto el territorio entre los ríos Mura y Drava fue poblado por los Eslavos. La historia de Velika Nedelja está estrechamente conectada con la llegada de Orden Teutónica, cual fue la orden más joven establecida como consecuencia de las cruzadas para la liberación de Jerusalén en Palestina.

### Los principios de Orden Teutónica en Velika Nedelja
Los principios de la Orden Teutónica se remontan al año 1118, cuando los alemanes construyeron su refugio en Jerusalén. La pérdida de Jerusalén y toda la Palestina en 1187 provocó la tercera cruzada. Durante la lucha por el puerto importante Akon en 1190 fue construido un asilo por los alemanes de Bremen y de Lübeck para los caballeros enfermos y heridos. Tras su marcha el duque Friderik Švabski entregó la administración del refugio a su capellán de corte Konrad y al camarero Burkard. Los dos hicieron votos solemnes y dedicaron sus vidas a los enfermos y al hospital recientemente establecido, cual fue reconocido y aceptado también por el Papa Klement III el 6 de febrero de 1191. En 1191 después de mucho esfuerzo los cristianos se apropiaron del puerto Akon. Las reglas de la Orden Teutónica incluían el caballerismo y la vida monástica, o sea la lucha y el servicio a los enfermos y enfermizos. La época de florecimiento fue en los años 1210-1239 bajo el maestro grande Herman von Salza quien obtuvo varios puestos por toda Europa. Hasta la pérdida de la Tierra Santa mantuvo el contingente militar muy fuerte en el este. El emperador Friderik II permitió a la Orden Teutónica en Austria, en la Estiria y en la Carniola en 1237 recaudar el peaje, le otorgó el derecho de la autoridad judicial y le aseguró la protección especial para las propiedades de la orden. Tras de la caída de Akon, la sede de la orden se trasladó primero a Venecia, luego a Marienburg a Prusia, después a Königsberg, posteriormente a Margentheim y al final a Viena donde permaneció hasta hoy. En 1840 la orden fue restablecida por el duque Maximiliano y el sacerdote Peter Rigler. Restablecieron especialmente la parte femenina de la orden cual se dedicaba al servicio de enfermos y a la educación. Al mismo tiempo llegó a ser también una institución caritativa para los pobres y enfermos. Durante la Primera Guerra Mundial la orden salvó muchas vidas con su servicio sanitario.

### El nacimiento del pueblo Velika Nedelja
A principios del siglo XIII el territorio entre Mura y Drava no estaba poblado. Se llamaba ˝terra nullius˝ o la tierra de nadie. Fue el territorio fronterizo entre el imperio alemán y el reino húngaro y perteneció a los arzobispos de Salzburgo. Bajo su nombre la propiedad fue protegida contra los húngaros por la familia caballeresca de los señores de Ptuj. Por el peligro de los ataques húngaros Friderik de Ptuj pidió la ayuda a la Orden Teutónica de la Tierra Santa. Su símbolo era la cruz negra en la base blanca. Su llegada al territorio de Velika Nedelja y su triunfo sobre los húngaros describe Josef Felsner en su libro Pettau und seine Umgebung. La batalla tenía lugar el día de un Viernes Santo, cuando los caballeros de la Orden Teutónica regresaron de la Tierra Santa. Primero depositaron sus armas y se inclinaron a la fosa de Dios. Al día siguiente se unieron a Friderik de Ptuj en su marcha contra el rey húngaro Emerik. En la batalla sangrienta en el Campo Bajo de Drava los caballeros de la Orden Teutónica vencieron a los húngaros. Y una vez acabada la batalla, Friderik de Ptuj clavó la bandera blanca con cruz negra, empapada de sangre en la tierra y dijo: ˝Los ganamos el día de Santo Domingo, por eso que se llame este lugar Santo Domingo y que lo protejan y defiendan los caballeros de la Orden Teutónica.˝ Justo así se llama hoy en día: Velika Nedelja, lo que significa Domingo Santo.

### Acontecimientos históricos interesantes
-En mayo de 1887 había granizo muy fuerte en Hajndl y en Drakšl, en los pueblos pequeños al lado de Velika Nedelja.
- en noviembre de 1926 cayó tanta lluvia que el agua inundó las casas, establos e incluso averió el ferrocarril en Trgovišče.
-Durante el vuelo al polo norte en 1928 atravesó muy bajo sobre Velika Nedelja el barco aéreo del constructor y el explorador de las regiones polares Umberto Nobile.
-en septiembre de 1937 la parroquia Velika Nedelja celebró el aniversario de 700 años de su existencia y de la llegada de la Orden Teutónica a este territorio

## La vida en Velika Nedelja hoy
Velika Nedelja posee el colegio Velika Nedelja, la guardería, la casa de las actividades culturales, la casa del cuerpo de bomberos, la sala de deportes y también cuatro campos de deporte para el fútbol, balonmano, baloncesto y tenis. Hay también la iglesia y el castillo. La entidad cultural Prosvetno društvo Simon Gregorčič organiza obras de teatro en el aire libre en verano.
- Datos: Q3621532
- Multimedia: Velika Nedelja / Q3621532